# Ochsenkopf (Kitzbüheler Alpen)
Der Ochsenkopf an der Landesgrenze Tirol zu Salzburg ist mit einer Höhe von 2469 m ü. A. einer der höchsten Gipfel der Kitzbüheler Alpen.

## Lage und Landschaft
Der Berg liegt nördlich oberhalb des Gerlospasses (1531 m ü. A.), dem Übergang vom Tiroler Zillertal in den Salzburger Oberpinzgau.
Nordöstlich liegt der Salzachgeier (2469 m ü. A./2466 m ü. A.), an dem im Gemeindegebiet Wald im Pinzgau die Salzach entspringt; direkt östlich unter dem Ochsenkopf geht ihr der Müllachbach als erster rechter Nebenbach zu; dort liegt gegenüber der Müllachgeier (2254 m ü. A.). Südwestlich rinnt im Gemeindegebiet Gerlos der Neederbach zum Krummbach, der über das Gerlostal zum Ziller und zum Inn fließt. Nördlich ist der Frommbach, Gemeindegebiet Hopfgarten im Brixental, einer der Quellbäche der Kelchsauer Ache, dann zum Inn bei Wörgl.
Vom Gerlospass herauf steigt der Kamm über die Königsleitenspitze (2315 m ü. A.), unterhalb der Sattelscharte liegt dort ein größerer Wasserteich für das Schigebiet.
Am Kamm zum Salzachgeier folgt die Nebelkarspitze (2339 m ü. A.). Westlich befindet sich die Pallspitze (2389 m ü. A.), an der Pallscharte liegt die Blaue Lacke und einige weitere kleine Karseen.

## Anstiege
- Königsleiten: Vom Almdorf Königsleiten führen mehrere Wege bis zur Königsleitenspitze; von dort geht es über den Falschriedel auf ausgesetztem Grat bis zum Gipfel (Trittsicherheit und Schwindelfreiheit erforderlich).
- Gerlos: Von Gerlos führt ein Weg bis zum Falschriedel; von dort geht es auf ausgesetztem Grat bis zum Gipfel.
- Kelchsau: Von der Kelchsau kann der Gipfel aus dem Langen Grund über die Pallscharte auf Steigspuren über den Sattel nördlich des Gipfels erreicht werden (ab Pallscharte kein markierter Steig). Die südöstlichen Kelchsauer Alpen sind naturbelassen, weswegen die Wegmarkierungen in die Kelchsau wenig ausgebaut sind. Dieser Weg ist hauptsächlich als Schitour bekannt.